# Рио Фердинанд
Рио Гевин Фердинанд (енгл. Rio Gavin Ferdinand; Пекам, Лондон, 7. новембар 1978) је бивши енглески фудбалер.

## Каријера
Фердинанд је прошао млаће селекције Вест Хем јунајтеда и стигао до првог тима. Свој први наступ у Премијер лиги је забележио 5. маја 1996. на последњој утакмици сезоне против Шефилд венсдеја (1—1).
У Лидс јунајтед је прешао новембра 2000. уз обештећење од 18 милиона фунти, што је био ондашњи рекорд Премијер лиге. Овим трансфером Фердинанд је постао и најскупљи играч одбране у историји фудбала. На његовом дебију Лидс је поражен на Елан роуду од Лестер ситија (3—0). Рио се брзо усталио у првом тиму и дао је огроман допринос пласману свог тима у полуфинале Лиге шампиона. У утакмици четвртфинала био је стрелац против Депортива ла Коруње. Август 2001. постао је капитен Лидса. Током Светског првенства 2002. чуле су се гласине о финансијским проблемима Лидс јунајтеда. Због тога је нови менаџер Тери Венејблс био принуђен да га прода за 29,1 милиона фунти.
Екипи Манчестер јунајтед се прикључио 22. јула 2002. године. Потписао је уговор на пет година и овим трансфером је поново постао најскупљи играч Премијер лиге и најскупљи одбрамбени фудбалер света (ово звање му је претходно преузео Лилијан Тирам 2001. године). Током 2003. је суспендован на осам месеци због тога што се није појавио на допинг тесту. Правдао се тиме да је заборавио, зато што је био заузет селидбом. Манчестер јунајтед се жалио али је жалба била одбијена и казна је била увећана на 12 месеци. Због казне је пропустио Европско првенство 2004. Током лета 2008. су се појавили натписи у штампи да Фердинанд намерава да напусти Манчестер јунајтед и пређе у Барселону због тога што није био задовољан платом према понуђеном уговору. Успео је да се договори са Манчестером и потписао је нови петогодишњи уговор према коме треба да остане у клубу до 2013. године, уз недељну плату од 130.000 фунти.

## Репрезентација
- За младу фудбалску репрезентацију Енглеске је одиграо пет утакмица, (1997—2000);
- За сениорску репрезентацију Енглеске је одиграо 81 утакмица и постигао је 3 гола, (1997—2011)

За сениорску репрезентацију Енглеске је дебитовао 15. новембра 1997. на пријатељској утакмици против Камеруна. Тада је имао само 19 година и осам дана, чиме је постао најмлађи одбрамбени играч у историји репрезентације Енглеске. Тај његов рекорд је 2006. оборио Мајка Ричардс.
Свој први гол за репрезентацију је постигао на Светском првенству 2002. против Данске (према неким изворима то је био аутогол Томаса Соренсена). На пријатељској утакмици против Француске, 26. марта 2008. носио је капитенску траку.
Учествовао је на четири Светска првенства, 1998. (није одиграо ни једну утакмицу), 2002, 2006. и 2010. Укупно је на њима забележио десет наступа. Никада није играо на Европском првенству. Европско првенство 2004. је пропустио због суспензије, а на Европско првенство 2008. године репрезентација Енглеске није успела да се пласира.

### Голови за репрезентацију
| #  | Датум               | Место            | Противник | Гол | Резултат | Такмичење                                 |
| -- | ------------------- | ---------------- | --------- | --- | -------- | ----------------------------------------- |
| 1. | 15. јул 2002.       | Нигата, Јапан    | Данска    | 1-0 | 3-0      | Светско првенство 2002.                   |
| 2. | 12. септембар 2007. | Лондон, Енглеска | Русија    | 3-0 | 3-0      | Квалификације за Европско првенство 2008. |
| 3. | 11. октобар 2008.   | Лондон, Енглеска | Казахстан | 1-0 | 5-1      | Квалификације за Светско првенство 2010.  |

## Трофеји

### Вест Хем јунајтед
- Интертото куп 1
  - 1999.

### Манчестер јунајтед
- Премијер лига 6
  - 2002/03, 2006/07, 2007/08, 2008/09, 2010/11, 2012/13.
- ФА куп 1
  - 2003/04.
- Лига Куп 3
  - 2005/06, 2008/09, 2009/10.
- ФА Комјунити Шилд 6
  - 2003, 2007, 2008, 2010, 2011, 2013.
- Лига шампиона 1
  - 2007/08.
- Светско првенство за клубове 1
  - 2008.

### Појединачни
- Избор у идеални тим Премијер лиге 6
  - 2001/02, 2004/05, 2006/07, 2007/08, 2008/09, 2012/13.
- ФИФПро 1
  - 2008